# Markus Babbel
Markus Babbel (* 8. září 1972 Mnichov) je bývalý německý fotbalista. Nastupoval na postu obránce.
S německou reprezentací získal zlatou medaili na mistrovství Evropy 1996. Hrál též na mistrovství světa ve Francii 1998 a Euru 2000. Celkem za národní tým odehrál 51 utkání, v nichž vstřelil 1 gól.
S Bayernem Mnichov vyhrál Pohár UEFA 1995/96 a s FC Liverpool Pohár UEFA 2000/01. S Liverpoolem získal i Superpohár UEFA 2001. Čtyřikrát se stal mistrem Německa, třikrát s Bayernem (1996/97, 1998/99, 1999/00), jednou s VfB Stuttgart (2006/07). S Bayernem dvakrát vyhrál německý pohár (1997/98, 1999/00).
Po skončení hráčské kariéry rozjel i trenérskou dráhu, v současnosti trénuje FC Luzern.